# Paratrechina parvula
Paratrechina parvula är en myrart som först beskrevs av Mayr 1870.  Paratrechina parvula ingår i släktet Paratrechina och familjen myror. Inga underarter finns listade i Catalogue of Life.

## Bildgalleri

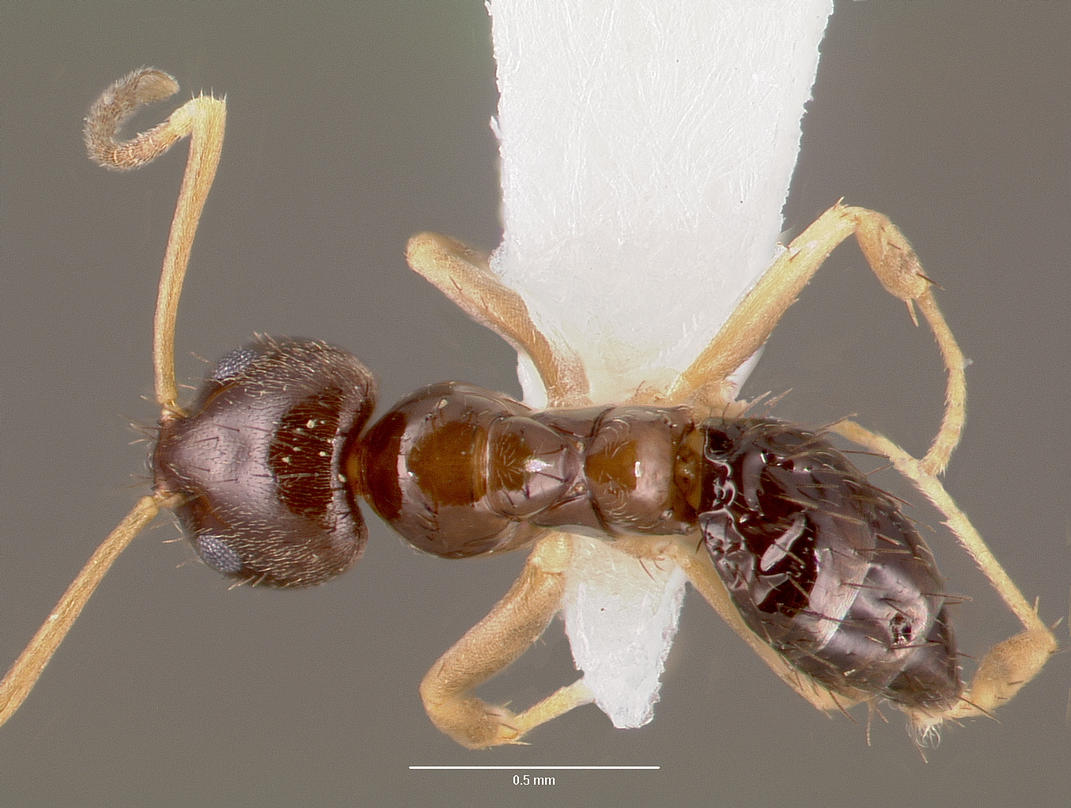
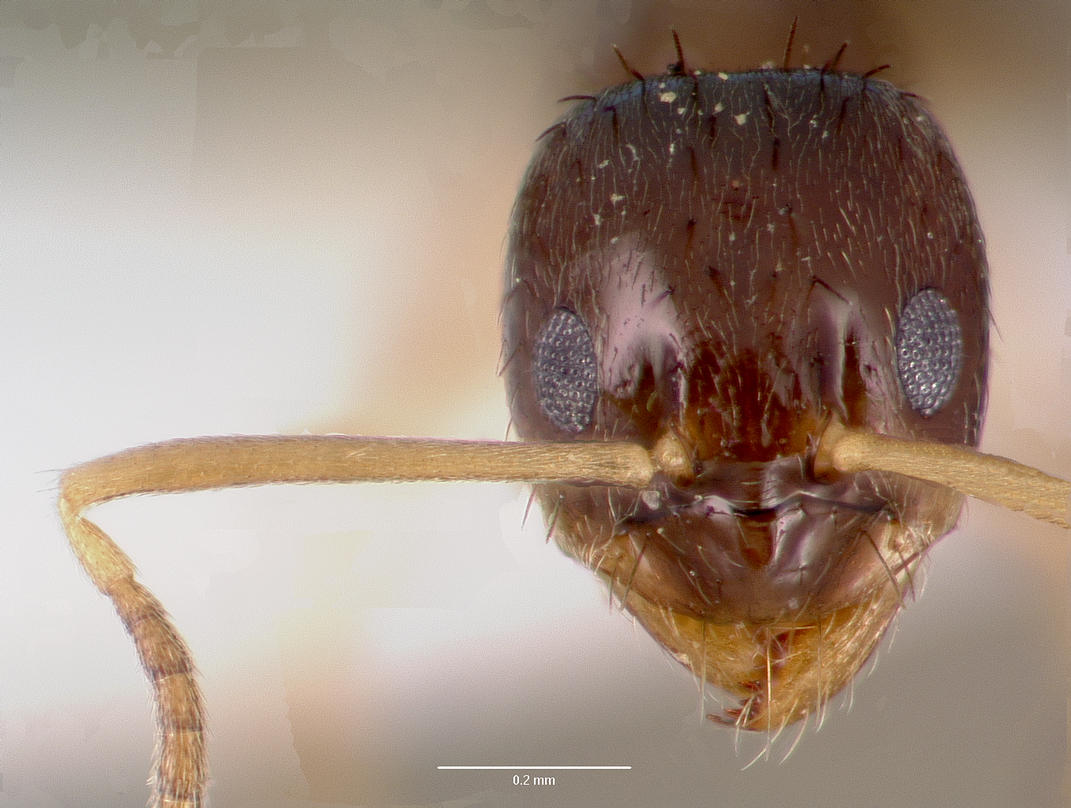
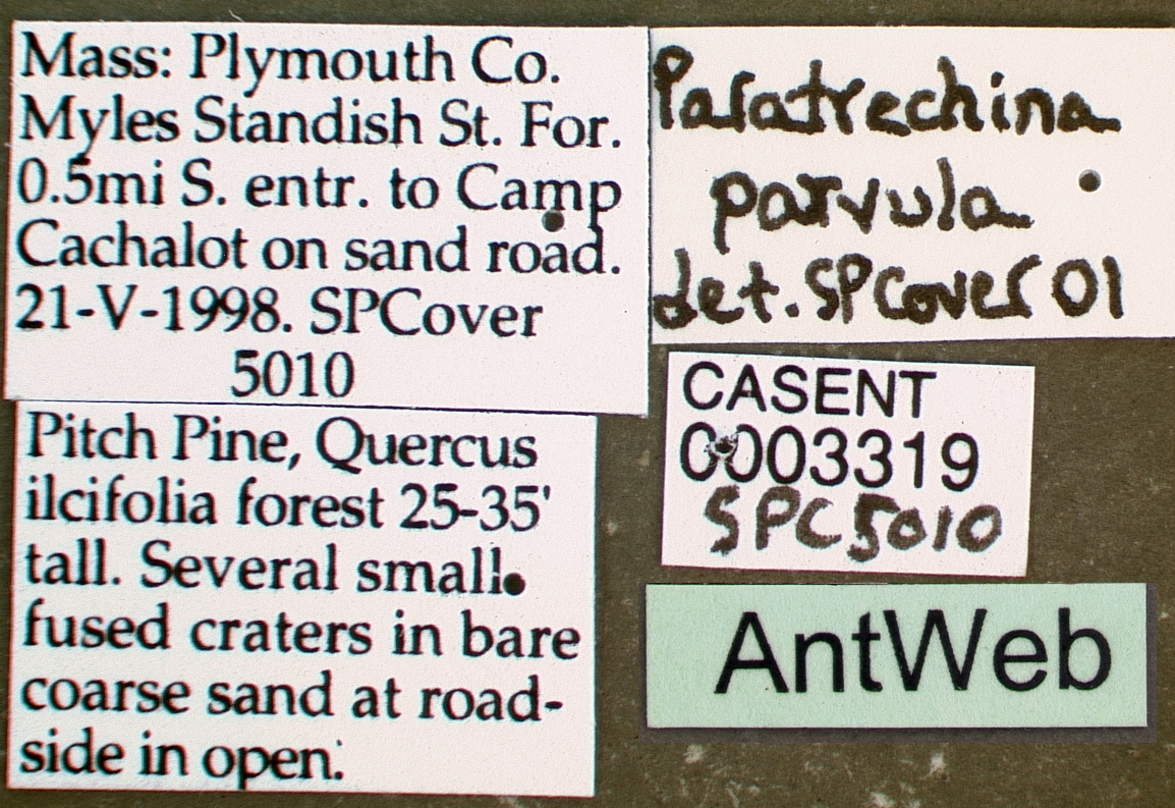
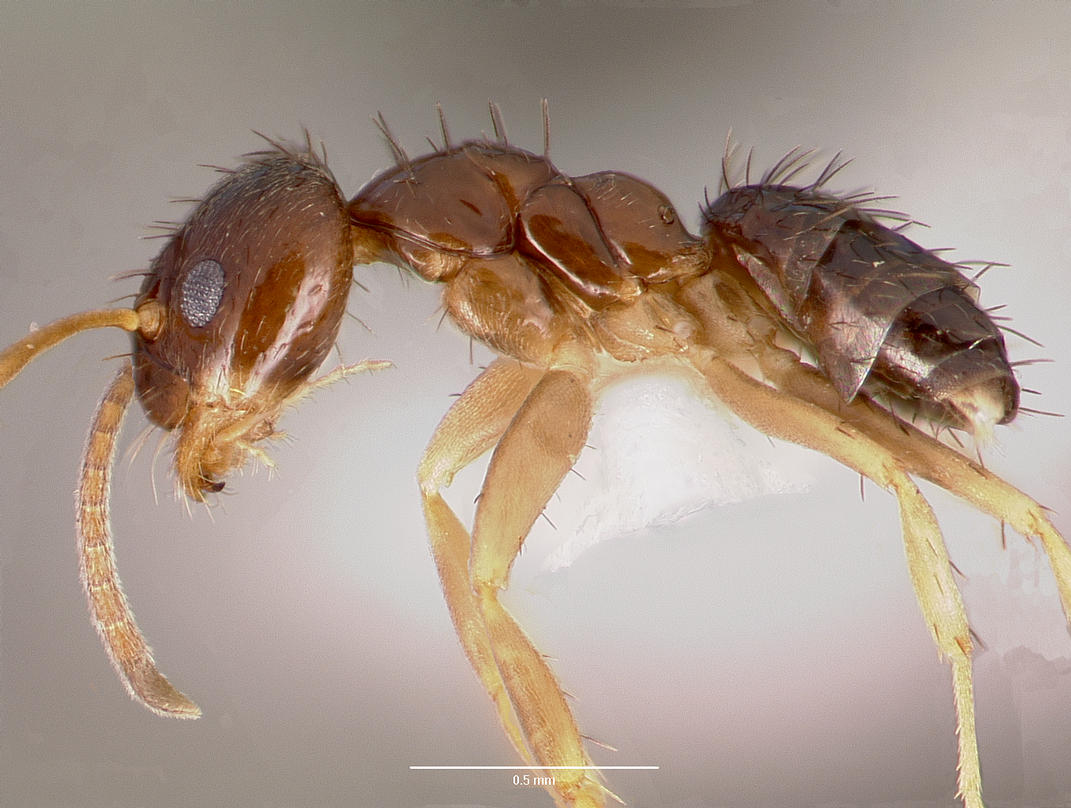
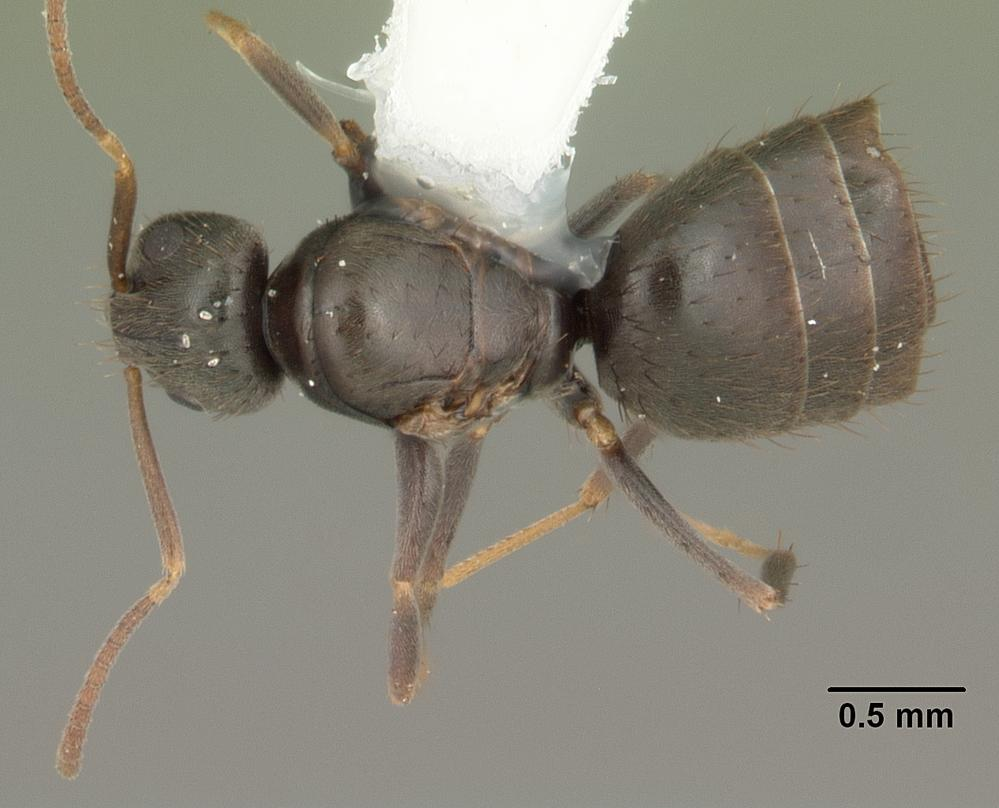
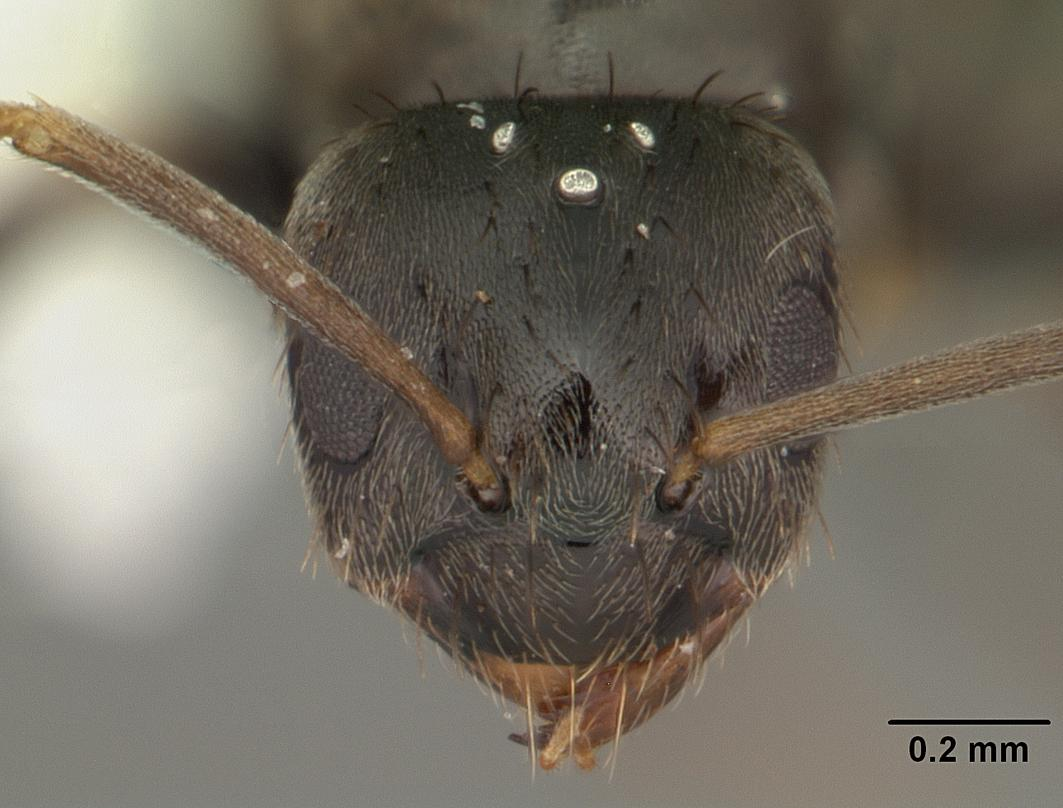